# Iurivka, Bilohirea
Iurivka (în ucraineană Юрівка) este localitatea de reședință a comunei Iurivka din raionul Bilohirea, regiunea Hmelnîțkîi, Ucraina.

## Demografie
Componența lingvistică a localității Iurivka
     Ucraineană (99,77%)
     Alte limbi (0,23%)
Conform recensământului din 2001, majoritatea populației localității Iurivka era vorbitoare de ucraineană (99,77%), existând în minoritate și vorbitori de alte limbi.